# Cleidogona zapoteca
Cleidogona zapoteca är en mångfotingart som beskrevs av Shear 1972. Cleidogona zapoteca ingår i släktet Cleidogona och familjen Cleidogonidae. Inga underarter finns listade i Catalogue of Life.